# Rozstaw bośniacki
Rozstaw bośniacki – rozstaw szyn, dla których odległość między wewnętrznymi powierzchniami główek szyn wynosi 760 mm. Przyjęto go w Austro-Węgrzech, gdzie ta szerokość była standardem na wybudowanych tam kolejach wąskotorowych (na wszystkich liniach z rozstawem 760 mm poza Bośnią rozstaw nazywano „bośniackim”). Podobne rozstawy to 750 mm i 762 mm (2′6″).

## Historia

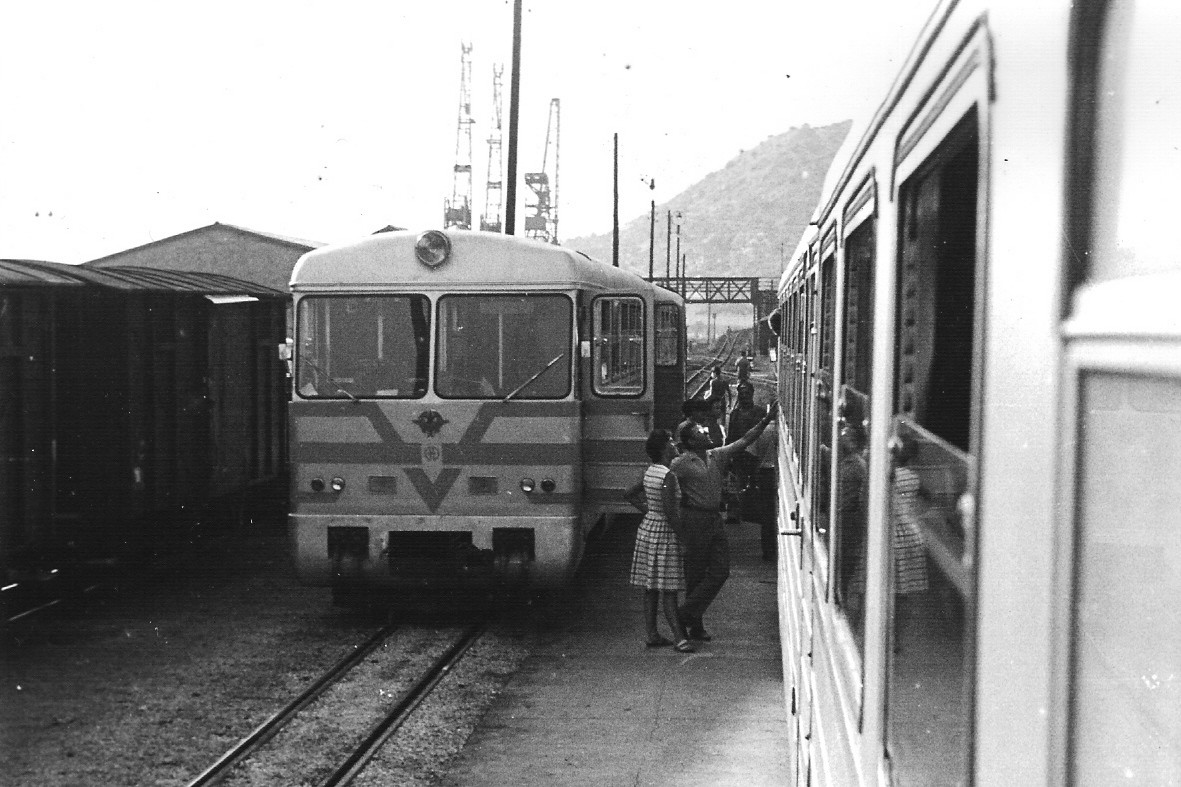
Kolej wąskotorowa rozstawu bośniackiego w Dubrowniku, Chorwacja (rok 1967)

Po Kongresie berlińskim 1878 roku, na którym Bośnia i Hercegowina zostały częścią administracji Austro-Węgierskiej, rozpoczęto budowę kolei wąskotorowej między Brodem a Sarajewem, która miała wspierać manewry wojskowe i dostarczać zaopatrzenie. W roku 1879 ukończono odcinek kolei do Zenicy o długości 190 km, używając do prac taboru używanego wcześniej do konstrukcji linii między Timișoarą a Orszową. W 1882 otwarto odcinek kolei do Sarajewa ze skrajnią taką samą jak na kolei rozstawu metrowego, którą uważano za wystarczającą dla ogólnego ruchu na tej linii, włącznie z przewozami pasażerskimi. Linia ta była podstawą dla kolei wąskotorowych w Bośni i Hercegowinie. W ciągu 20 lat zbudowano całą sieć kolei w tym rozstawie, a w latach 90. XIX wieku sięgała ona przez Mostar, granicę z Dalmacją w Metković, do przedmieść Dubrownika w Gruž na wybrzeżu Morza Adriatyckiego. Główna linia sieci wąskotorowej obsługiwała dużo większy ruch niż wiele mniej używanych linii kolei normalnotorowej w Austro-Węgrzech. Lokomotywy pośpieszne używane na sieci wąskotorowej wprowadzone w latach 1894-96 były najszybszymi lokomotywami wąskotorowymi w Europie, osiągając maksymalną dopuszczoną prędkość 60 km/h. Na początku XX wieku łączna długość kolei wąskotorowej w Bośni i Hercegowinie przekroczyła 1000 km, czyniąc ją największą siecią kolei wąskotorowych w Europie. Jej sukces był powodem budowy kolei w rozstawie bośniackim na szeroką skalę w innych częściach Austro-Węgier, a rozwiązania techniczne były używane przy konstrukcjach wszystkich innych kolei wąskotorowych w państwie. W niektórych odcinkach kolei wąskotorowej o dużym nachyleniu stosowano systemy kolei zębatej autorstwa szwajcarskich inżynierów Romana Abta (30,3 km odcinek przez przełęcz góry Ivan w Górach Dynarskich) i Heinricha Klose (odcinek Bradina-Podorašac w pobliżu Konjic).
W późniejszych latach XX wieku otwierano coraz mniej nowych połączeń wąskotorowych, były też one coraz krótsze. Początkiem końca kolei rozstawu bośniackiego było zamknięcie linii z Čapljiny przez Mostar do Sarajewa w 1966 roku. Ostatnie odcinki w tym rozstawie zostały zamknięte w 1978 roku. W latach 60. planowano przebudowę niektórych linii na rozstaw normalnotorowy, do czego jednak nie doszło. Obecnie kolej wąskotorowa rozstawu bośniackiego istnieje w formie zabytkowej turystycznej linii Ósemka Szargańska na długości 15,5 km na pograniczu Bośni i Hercegowiny oraz Serbii, w rejonie Zlatibor.